# Cotxeres del metro de Barcelona
Les cotxeres del metro de Barcelona són instal·lacions destinades a cotxeres i tallers del material rodant del metro de Barcelona, i en el cas de les cotxeres de Ferrocarrils de la Generalitat de Catalunya també d'altres serveis de ferrocarril. A les cotxeres s'hi aparquen els trens quan no tenen servei i als tallers es fa el manteniment i la supervisió.
Hi ha dues cotxeres i un taller que han quedat en desús o han estat desmantellats, Lesseps i Zona Universitària de la L3 i Sarrià de la L6 i L7. Les cotxeres i tallers en funcionament són els següents:
| Línia | Cotxeres i tallers                              |
| ----- | ----------------------------------------------- |
|       | Hospital de Bellvitge · Sagrera · Santa Eulàlia |
|       | Triangle Ferroviari                             |
|       | Sant Genís (Vall d'Hebron)                      |
|       | Roquetes (Via Júlia)                            |
|       | Can Boixeres · Vall d'Hebron · Vilapicina       |
|       | Rubí                                            |
|       | Sant Boi · Martorell-Enllaç                     |
|       | Can Zam                                         |
|       | Zona Franca                                     |

## Can Boixeres
Dona servei a la línia 5 del FMB.

## Can Zam
Dotades de cotxeres i tallers, es troba a la ciutat de Santa Coloma de Gramenet i dona servei a la línia 9 del FMB.
Tenen una superfície de 13.000 m² i estan soterrats. Hi arriben un total de 7 vies, de les quals dues fan la funció de cotxeres per a la conducció automàtica i cinc es destinen a tallers. De les cinc vies de tallers, dues són elevades sobre pilars per a manteniment general, i altres tres són de torn de rodes i neteja. Els trens que es trobaran en aquestes cotxeres seran de la sèrie 9000, que són trens automàtics que funcionen amb el sistema ATC-S.

## Hospital de Bellvitge
La instal·lació és a costat de l'estació d'Hospital de Bellvitge, funciona com a taller de la línia 1 del FMB i s'hi aparque, els vehicles de manteniment de les vies. Es va estrenar l'any 2010 quan s'hi van traslladar els serveis que havien tingut base a Mercat Nou. Té una capacitat més gran i pot reduir les possibles molèsties a la zona urbana on es trobaven anteriorment. Els tallers es van construir perllongant la cua de maniobres de la línia 1. Només van afectar uns vint dies la circulació a la línia, el mes d'agost del 2010, com que es va tancar el tram final des de l'Estació d'Avinguda Carrilet per connectar les vies.

## Martorell-Enllaç
Dona servei a la línia Llobregat-Anoia dels FGC.

## Roquetes
Roquetes o Via Júlia, dona servei a la línia 4 i la línia 11 del FMB.

## Rubí
Dona servei a la línia 6 i línia 7 dels FGC, a més d'altres serveis ferroviaris dels FGC de la línia Barcelona-Vallès.

## Sagrera

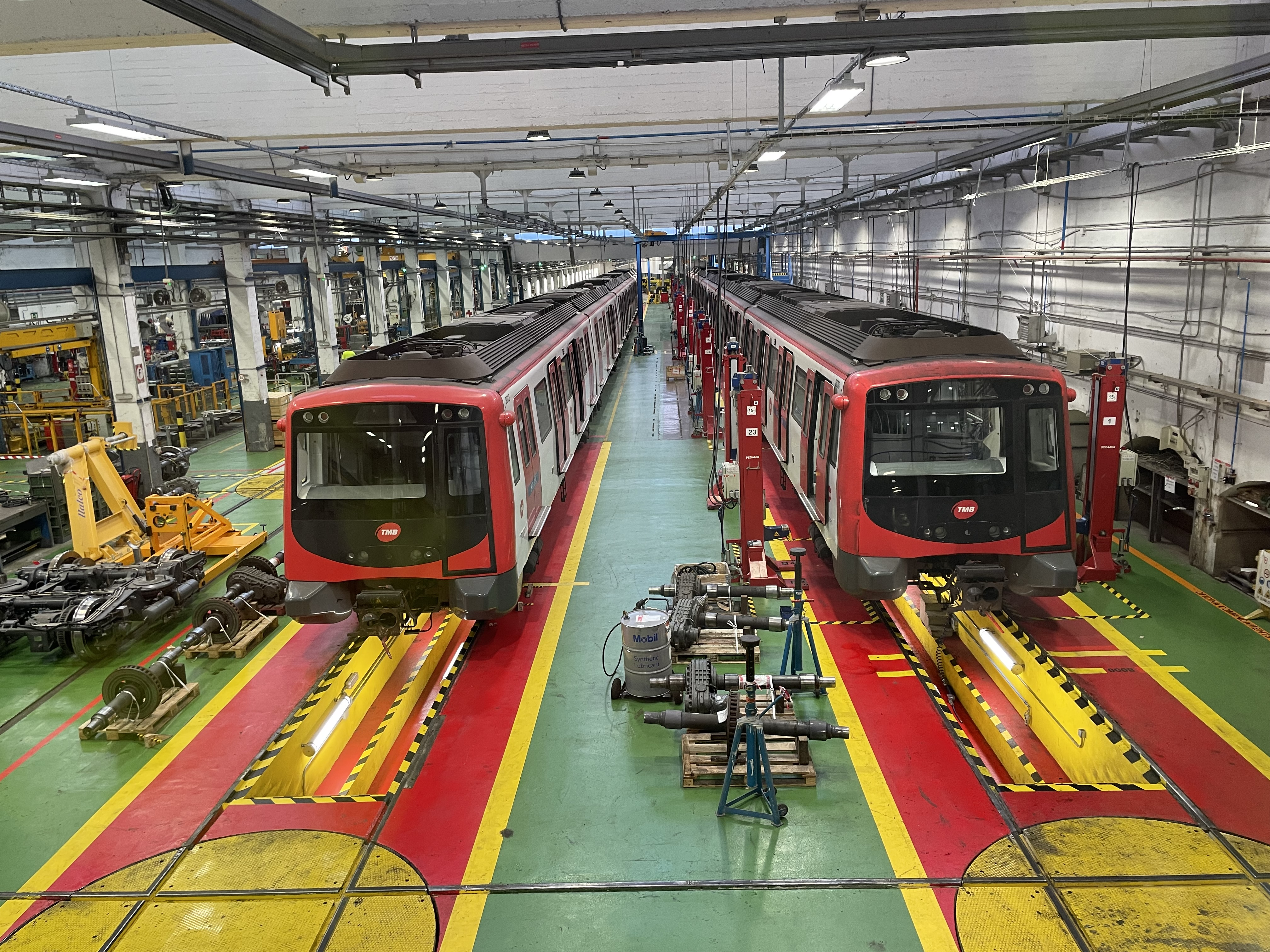
Vista general dels tallers de la Sagrera

Dona servei a la línia 1 del FMB.

## Sant Boi
Apartador de FGC.

## Sant Genís
Dona servei a la línia 3 del FMB.

## Santa Eulàlia
Dona servei a la línia 1 del FMB i es troba entre les estacions de Mercat Nou i Santa Eulàlia. Es considera un monument protegit com a bé cultural d'interès local del municipi de l'Hospitalet de Llobregat (Barcelonès). Està format per tres naus de cotxeres i un edifici d'oficines annex.

## Triangle Ferroviari
Dona servei a la línia 2, línia 4 i L9/L10 del TMB.
El nom de les cotxeres fan referència a la situació entre les vies d'ADIF que formen un triangle. La formen 12 vies de tallers i 13 vies de cotxeres, fa de cotxeres de la L2 i L4, és el taller de primer nivell de la L2 i de segon nivell (grans reparacions) de la flota de Ferrocarril Metropolità de Barcelona (FMB).

## Vall d'Hebron
Dona servei a la línia 5 del FMB.
No confondre amb les de Sant Genís de l'estació de Vall d'Hebron, L3.

## Vilapicina
Dona servei a la línia 5 del FMB.

## Zona Franca

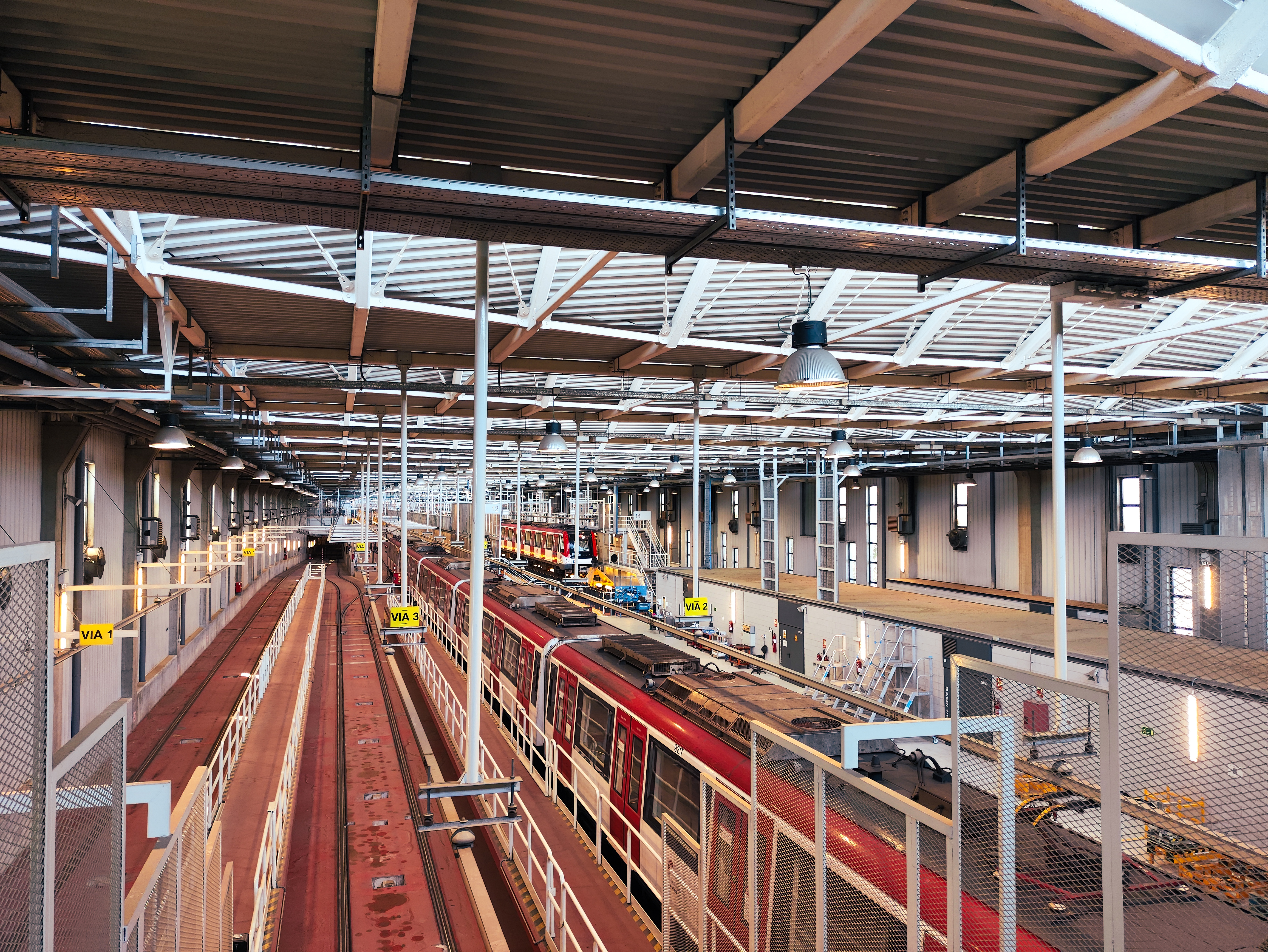
Interior dels tallers de la Zona Franca

Les cotxeres i tallers de la L9 Sud i L10 Sud están situades al final del carrer A de la Zona Franca, al costat del viaducte i l'estació de ZAL | Riu Vell. Aquestes cotxeres es desenvolupen en dues alçades per a optimitzar l’ús del sòl.

## Cotxeres en desús

### Lesseps
Són unes antigues cotxeres i tallers del Gran Metropolità de Barcelona, de les quals avui dia només en queda l'accés. Es trobava a la plaça de Lesseps de Barcelona.
Aquestes antigues cotxeres són conegudes per la peculiaritat d'estar ubicades en unes naus a l'exterior. Els trens es pujaven i es baixaven amb un elevador. Les instal·lacions eren provisionals per solucionar els canvis de plans al situar l'estació terminal del Gran Metro a Lesseps i no a la Bonanova com es preveia al projecte inicial (Ferrocarril Metropolità Nord-Sud de Barcelona).

### Sarrià
Antigues cotxeres i tallers de la línia Barcelona-Vallès d'ençà la creació del tren de Sarrià. Des de la creació de Ferrocarrils de la Generalitat de Catalunya el 1979 s'han anat abandonant progressivament per centralitzar les operacions a Rubí i el 2004 es van desmantellar els antics tallers de la companyia del Ferrocarril de Sarrià a Barcelona.

### Zona Universitària
Taller.

## Apartadors

### Torras i Bages
Apartador situat a l'estació de Torras i Bages, s'ha fet servir per estacionar trens de reserva per a la línia 1. En altres ocasions, també s'utilitzà com a cua de maniobres, ja que aquesta estació fou final de línia.